# 1-4-0

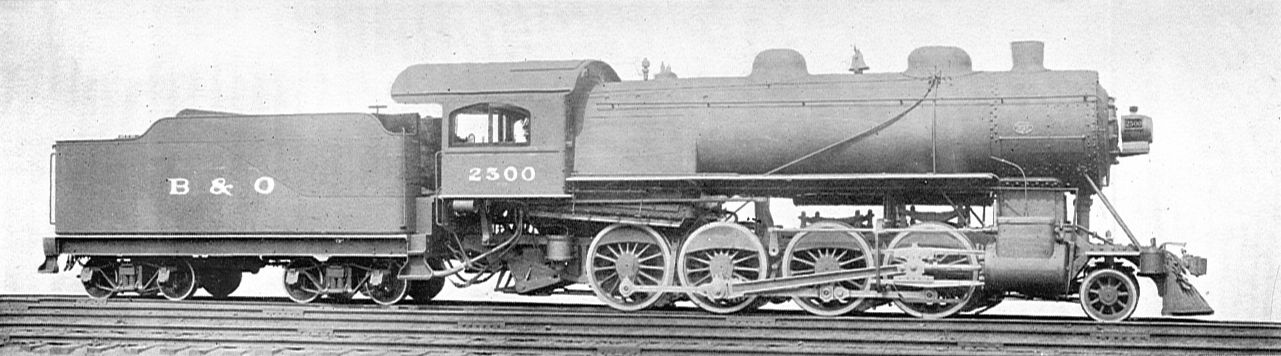

Тип 1-4-0 — паровоз з чотирма рушійними осями в одній жорсткій рамі і однією бігунковою віссю. Є подальшим розвитком типів 1-3-0 і 0-4-0.
Інші варіанти запису:
- Американський — 2-8-0
- Французький — 140
- Німецький — 1D

## Види паровозів 1-4-0
Російські вантажні паровози серій Х, Ц, Ш, Щ, пасажирські серії И.